# گری کورتز

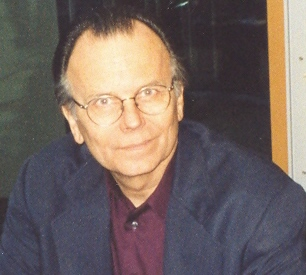

گری کورتز (انگلیسی: Gary Kurtz؛ زادهٔ ۲۷ ژوئیهٔ ۱۹۴۰) تهیه‌کننده اهل ایالات متحده آمریکا است. وی از سال ۱۹۶۵ میلادی تاکنون مشغول فعالیت بوده‌است.
از فیلم‌هایی که وی در آن‌ها نقش داشته است، می‌توان به جریان پس‌رو اشاره نمود.